# Dorfschmiede Aich (Fürstenfeldbruck)

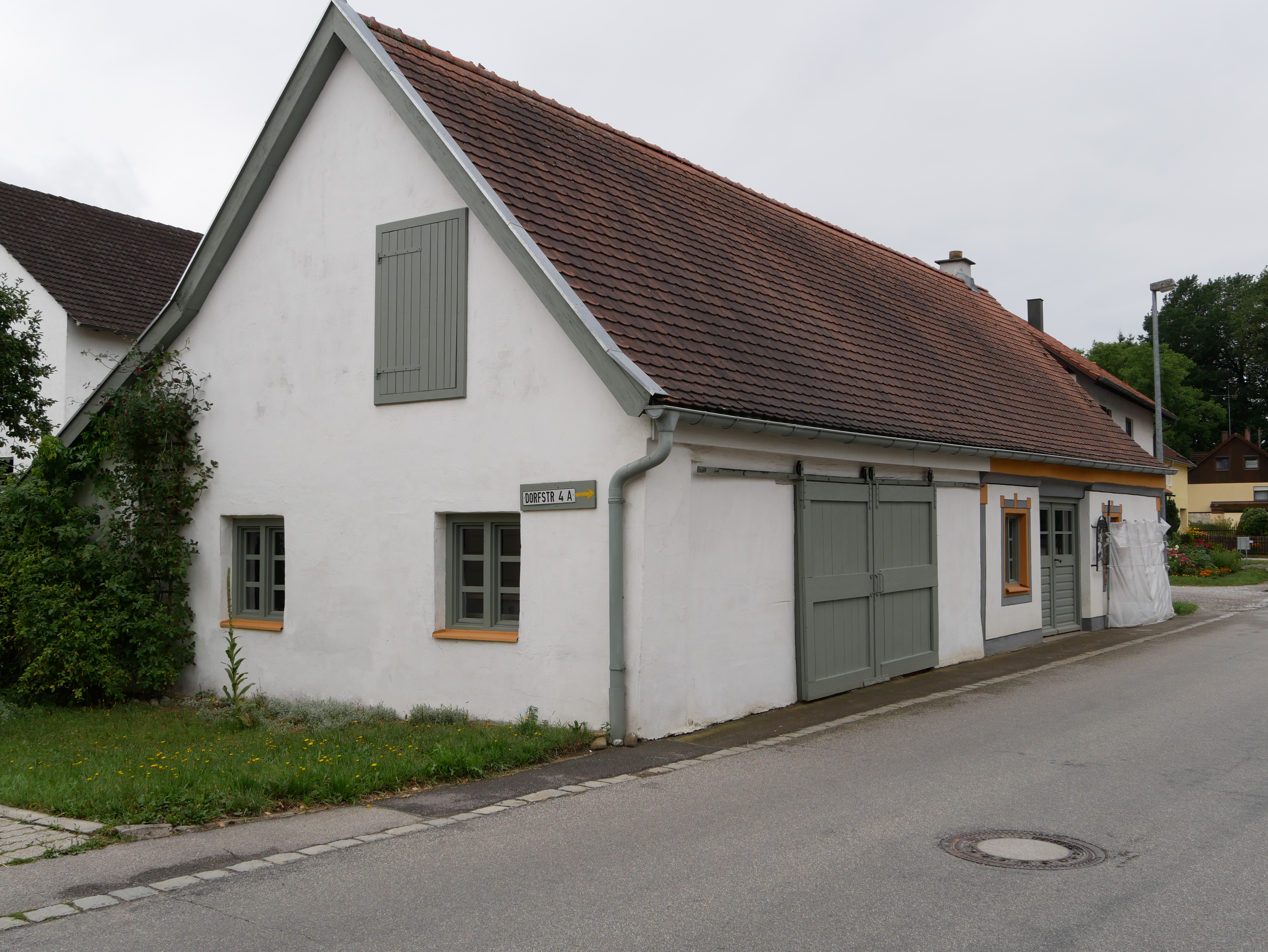
Ehemalige Dorfschmiede in Aich

Die Dorfschmiede in Aich, einem Stadtteil der oberbayerischen Stadt Fürstenfeldbruck im Landkreis Fürstenfeldbruck, wurde im frühen 19. Jahrhundert errichtet. Die ehemalige Schmiede an der Dorfstraße 7 ist ein geschütztes Baudenkmal.
Der erdgeschossige verputzte Satteldachbau mit profiliertem Kastengesims besitzt noch seine Schmiedeausstattung des 19./20. Jahrhunderts.
In den Jahren 1994/95 wurde das Gebäude umfassend renoviert.